# Comuna Vîteazivka, Bobrîneț
Vîteazivka (în ucraineană Витязівка) este o comună în raionul Bobrîneț, regiunea Kirovohrad, Ucraina, formată din satele Donciîne, Vîteazivka (reședința) și Zoreane.

## Demografie
Componența lingvistică a comunei Vîteazivka
     Ucraineană (95,6%)
     Rusă (2,28%)
     Alte limbi (1,22%)
Conform recensământului din 2001, majoritatea populației comunei Vîteazivka era vorbitoare de ucraineană (95,6%), existând în minoritate și vorbitori de rusă (2,28%).